# Ligaria brevis
Ligaria brevis es una especie de mantis de la familia Mantidae.

## Distribución geográfica
Se encuentra en Kenia, Uganda y Tanzania.